# David A. van Dorp
David 'Davy' Adriaan van Dorp (Amsterdam, 27 april 1915 – Vlaardingen, 19 februari 1995) was een Nederlands scheikundige op het gebied van de organische en biochemie.

## Biografie
Van Dorp werd geboren als zoon van Hendrik van Dorp en Maria van Dorp, en studeerde scheikunde in Amsterdam waar hij in 1941 promoveerde op het proefschrift Aneurine en gistphosphatase.  
In dienst van de firma Organon in Oss publiceerden Van Dorp en Jozef Ferdinand Arens ('Coco'), in 1946 in het wetenschappelijke blad Nature een syntheseroute voor vitamine A zuur. In 1947 waren zij in staat de laatste stap te zetten in de eerste volledige synthese van de complexe natuurstof vitamine A, door het zuur om te zetten in een alcohol. Deze route leidde echter niet tot commerciële productie: daarvoor bleek een synthese-route die Otto Isler en medewerkers (Hoffmann-La Roche) korte tijd later publiceerden geschikter.
Van Dorp trad in 1959 in dienst bij het Unilever Research Laboratorium in Vlaardingen, en speelde daar een belangrijke rol bij het onderzoek naar de rol van arachidonzuur bij de vorming van prostaglandine E2, waarbij hij intensief samenwerkte met Sune Karl Bergström. Sommigen, waaronder Jan Boldingh, meenden dat hij voor zijn bijdrage aan dit werk had verdiend te delen in de Nobelprijs voor de Geneeskunde van 1982 (Sune Karl Bergström, Bengt Ingemar Samuelsson, John Robert Vane). Van Dorp was lid van de Koninklijke Nederlandse Akademie van Wetenschappen.